# Terento
Terento  (en allemand, Terenten) est une commune italienne d'environ 1 800 habitants située dans la province autonome de Bolzano dans la région du Trentin-Haut-Adige dans le nord-est de l'Italie.

## Géographie
La commune est située à l'altitude de 1 210 m sur le versant ensoleillé du Val Pusteria (Pustertal), sur un plateau à l'est  du Val di Fundres (Pfunderer Tal).
Elle est reliée à Bressanone (Brixen) (à l'ouest) par Vandoies (Vintl) en fond de vallée, et au chef-lieu de la vallée Brunico (Bruneck) (à l'est) par Falzes (Pfalzen) et la "strada del sole" (Sonnenstraße) ou par Chienes (Kiens) et le Val Pusteria.

## Histoire
Le nom de la commune est attesté dès 827 et dérive probablement du latin « torrens) » (torrent).

## Sports
La côte menant à ce village a été grimpée lors de la 3e étape du Tour des Alpes 2022, classée en deuxième catégorie.

## Administration

### Hameaux
Colli in Pusteria

### Communes limitrophes
Les communes limitrophes sont  Chienes, Selva dei Molini et Vandoies.

## Blason

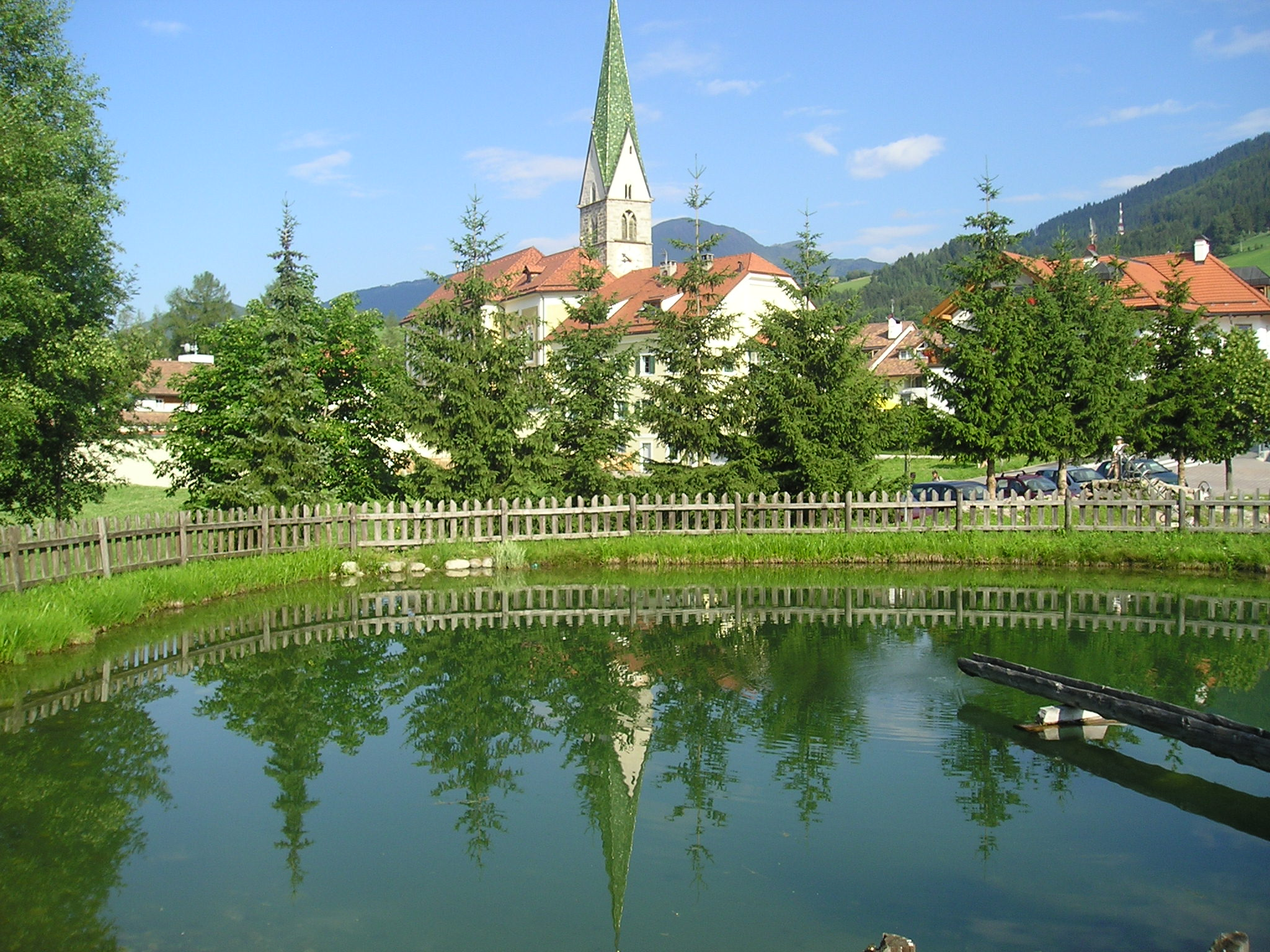

« De gueules à la charrue de sable. » Le blason représente une charrue noire sur un fond rouge, il symbolise l'activité agricole du lieu. Le blason a été adopté en 1969.